# Atmosfera reductora
Una atmosfera reductora és una atmosfera que envoltava la Terra fa uns 4.000 milions d'anys, sense quantitats significatives d'oxigen lliure (O2) i altres gasos o vapors oxidants evitant d'aquesta manera l'oxidació. En termes químics és una atmosfera amb abundància d'àtoms d'hidrogen, o altres substàncies que proporcionen fàcilment electrons i escassedat d'àtoms d'oxigen i nitrogen. Una atmosfera reductora conté reductors, o molècules saturades amb àtoms d'hidrogen, com ara amoni (NH3) i metà (CH4), que són capaços de reduir altres molècules. Així el carboni, per exemple, apareix en la seva forma més reduïda (CH 4) però no en una forma oxidada (CO) o una forma completament oxidada (CO2). El debat sobre el grau d'oxidació de l'atmosfera primitiva de la Terra és un dels temes fonamentals dels models de l'origen de la vida.
En l'actualitat es creu que els gasos com nitrogen, vapor d'aigua i diòxid de carboni eren els principals components de l'atmosfera primitiva i donaven al cel un caràcter neutre i un color roig.